# The Onyx Hotel Tour
The Onyx Hotel Tour는 미국의 가수 브리트니 스피어스의 네 번째 콘서트 투어이다. 이 투어는 브리트니의 네 번째 정규 음반 In the Zone(2003)을 홍보하기 위해 북아메리카와 유럽에서 진행되었다. 투어는 2003년 12월 처음으로 발표되었다. 원래 투어 이름은 In the Zone Tour 이였으나, 소송이 걸려 The Onyx Hotel Tour이라는 이름으로 진행하게 되었다. 이름을 짓게 된 이유는 오닉스 스톤과 호텔의 혼합된 개념으로 영감을 얻어 지었다. 또한 브로드 웨이의 뮤지컬에서 무대 영감을 얻어 이전 투어들보다 훨씬 정교한 무대로 꾸며졌다. 세트리스트는 재즈, 블루스, 라틴 타악기 등 이전의 노래들과 리믹스 한 것으로 주로 구성되었다. 투어의 프로모터는 라이브 네이션이 맡아 이전보다 성인을 주 관객으로 삼았다. 또한 MTV가 스폰서로 진행되기도 했다.
투어는 일곱가지의 테마로 분리되어 진행되었다(체크인, 신비한 라운지, 신비한 정원, 오닉스 존, CCTV, 클럽) 그리고 마지막에는 앙코르로 끝났다. 이 투어의 총 수입은 3천4백만 달러로 상업적으로 그리 성공하지는 못했다. 투어가 막바지에 이르렀을때, 브리트니는 뮤직비디오 촬영 중 무릎이 다쳐 수술을 받게 되고 결국 나머지 스케줄은 모두 무산되고 말았다. 2004년 3월 8일 열린 오닉스 투어는 Showtime를 통해 생방송이 되기도 했다.

## 오프닝 게스트
- 켈리스 (북아메리카) (select venues)[1]
- 스카이 스윗남 (북아메리카) (select venues)
- JC 샤세즈 (유럽) (select venues)[2]
- Wicked Wisdom (유럽) (select venues)[3]

## 세트리스트
1. "Check-In" (Performance Introduction)
2. "Toxic"
3. "Overprotected" (Darkchild Remix)
4. "Boys" (The Co-Ed Remix)
5. "Showdown"
6. "Mystic Lounge" (Video Interlude)
7. "...Baby One More Time"
8. "Oops! I Did It Again"
9. "(You Drive Me) Crazy"
10. "Mystic Garden" (Video Interlude)
11. "Everytime"
12. "The Hook Up"
13. "I'm a Slave 4 U"
14. "The Onyx Zone" (Video Interlude)
15. "Shadow"
16. "Security Cameras" (Video Interlude)
17. "Touch of My Hand"
18. "Breathe on Me"
19. "Outrageous"
20. "Club" (Performance Interlude)
21. "(I Got That) Boom Boom"
22. "Check-Out" (Video Interlude)
23. "Me Against The Music" (Rishi Rich's Desi Kulcha Remix)